# マス (曲)
『マス』（原題: Maths、「数学」という意味）は、カナダの電子音楽プロデューサー、デッドマウスの器楽の楽曲である。彼の6作目のスタジオ・アルバム「＞ ココにタイトルを入力 ＜」（原題: > album title goes here <）から最初のシングルとして2012年2月17日にリリースされた。

## チャート
| チャート (2012年)                             | 最高位 |
| --------------------------------------------- | ------ |
| UK インディ (OCC)                             | 41     |
| UK ダンス (OCC)                               | 31     |
| US Dance/Electronic Digital Songs (Billboard) | 20     |